# Mycale stolonifera
Mycale stolonifera är en svampdjursart som först beskrevs av Merejkowski 1878.  Mycale stolonifera ingår i släktet Mycale och familjen Mycalidae.
Artens utbredningsområde är Vita havet. Inga underarter finns listade i Catalogue of Life.